# Nicolas Damas Marchant
Nicolas Damas Marchant (1767–1833) est un médecin français. Numismate et bibliophile, le baron Marchant fut maire de Metz de 1805 à 1815.

## Biographie
Nicolas Damas Marchant voit le jour à Pierrepont, en Lorraine, le 11 décembre 1767. En 1784, il fait des études de médecine à Nancy et obtient un doctorat.[réf. nécessaire] Après les guerres révolutionnaires, Marchant est nommé conseiller de préfecture. Il est nommé un an plus tard sous-préfet de l'arrondissement de Briey. Chevalier de la Légion d'honneur et chevalier de l'ordre de Saint-Michel, il est fait baron d'Empire. Premier magistrat de la ville de Metz le 1er novembre 1805, il conserve cette fonction jusqu’au 6 mai 1815. Lors du siège de 1814, le docteur Marchant réussit à juguler l'épidémie de typhus dans la ville assiégée. 
Sous la Restauration, Nicolas Damas Marchant est surtout connu pour ses collections numismatiques et ses livres précieux. En 1833, la ville de Metz rachète le cabinet de l’ancien maire, pour enrichir les collections de son muséum. Son cabinet, dont une partie provenait du cabinet du prince de Deux-Ponts et du cabinet de Dupré de Geneste, comptait une collection naturaliste originale, comportant notamment des oiseaux albinos. Elle intégra les collections du Muséum de Metz.
Nicolas Damas Marchant meurt le 30 juin 1833, à Metz. Son décès est déclaré le lendemain à la mairie de Metz par son fils et son beau-frère.
Une rue de Metz porte son nom.

## Publications
Publications scientifiques
- Mélanges de numismatique et d'histoire, ou, Correspondance sur les médailles et monnaies des empereurs d'Orient, des princes croisés d'Asie, des barons français établis dans la Grèce, des premiers califes de Damas, etc, par N. D. Marchant, Paris : F. J. Fournier le jeune , 1818.
- Attribution au jeune Basilisque, fils d'Hormate de la légende Leo nov Caesar, qui le rencontre sur une médaille de bronze de l'Empereur Zénon; Idée du système monétaire des rois goths d'Italie, monnaie frappée à Rome sous Odoacre ; Restitution aux rois Baduela et Theias sous Justinien des médailles attribuées à des princes inconnus contemporains d'Anastase, Bon Marchant, Metz : impr. de C. Dosquet , 1821.
- Attribution à Genséric Ier, roi des Vandales en Afrique, de plusieurs médailles de bronze restées incertaines: Rapport de ces monnaies avec le sesterce, continué comme monnaie de compte sur la dénomination de Numus, avec le phallis et le milliarésion du Bas-Empire ; Restitution aux rois vandales de Carthage de l'élévation au centième du rapport du cuivre à l'argent, disposition de haute administration que l'on attribuait à Justinien Ier, Bon Marchant, Metz : s. n. , 1824.
- Restitution à Constantin, César, fils de Michel III et d'Eudocie Décapolitène, des médailles d'or et de bronze qui ont été faussement attribuées par Ducange, Banduri et Beger, à un prétendu fils de l'empereur Théophile, qui aurait été frère de Michel III; Médailles uniques et inédites de l'empereur Michel I.er, Rhangabé, et du César Théophylacte, son fils, à Monsieur le Baron Rühle de Lilienstern,..., Bon Marchant, Metz : impr. de C. Dosquet , 1824.
- Attribution aux impératrices Martine et Grégoria de deux figures impériales qui se remarquent sur des médailles communes à l'empereur Héraclius et à son fils Héraclius-Constantin; Médailles inédites de l'impératrice femme de Constant II, dont le nom n'est pas connu, Bon Marchant., Metz : impr. de C. Dosquet , 1824.
- Examen de quelques circonstances relatives aux médailles de l"Empereur Justin II et de Sophie; Probabilités en faveur à l'Impératrice Sophie de Justin II, du portrait en pied de la mosaïque de Ravenne attribué à Théodora ; Médailles inédites de Carthage, destructives d'une allégation de Procope concernant le changement du nom de cette cité celui de Justinienne ; Régularisation du classement des médailles de bronze du nom de Justin, d'après les faits numismatiques mis en regard des documens transmis par les Historiens, Bon Marchant, Metz : impr. de C. Dosquet , 1826.
- Médaille unique et inédite de l'Empereur Frederic II de Souabe, chef de Croisés en 1229; Médaille inédite du royaume de Jérusalem et probablement de Conrad de Montferrat, l'un des époux d'Isabelle, Bon Marchant, Metz : sn , 1826.
- Médailles d'argent, inédites, du Ve Roi d'Italie Hildevald, et du VIe Eraric: Monnaie de bronze du 3e Roi Lombard Avtharis, Bon Marchant, Metz : impr. C. Dosquet, 1826.
- Attribution à sainte Hélène, mère de Constantin le Grand, de toutes les médailles du siècle de cet empereur qui nous sont parvenues avec le nom d'Hélène; Restitution à l'impératrice Flavia Maximiana Fausta de la médaille... attribuée... à la première femme... du césar Constance II, Metz : impr. de C. Dosquet , 1826
- Attribution à l'Exarque Héraclius, père de l'Empereur, de deux médailles classées à l'Empereur Héraclius II-Constantin; Médailles inédites d'Héraclius-Constantin et de Constant II, de Justinien II, de Léonce II, et d'un fils inconnu de ce dernier Auguste ; Médailles inédites de Tibère III-Absinnare, et de Léon l'Isaurien, Bon Marchant, Metz : impr. de C. Dosquet , 1827.
- Lettre à M. le Chevalier Gosselin,...: sur les médailles des empereurs de Trébisonde, Bon Marchant, Metz : impr. C. Dosquet , 1827.
- Médailles inédites de la famille Lollia, et des Augustes Domitien, Soemias, Mammée, Philippe II, Trébonien, Volusien, Postume, Victorin et Tetricus; Preuves numismatiques du commencement du règne de Trébonien en l'an 1004 U. C. et de sa fin les premiers mois de l'an 1007 ; Conséquences relatives à l'histoire du temps, et, spécialement, à l'état civil de Gn. C. Supera, Bon Marchant., Metz : impr. de C. Dosquet , 1828.
- Lettre à M. D. O. Bonglie, conseiller d'intendance, à Foggia, royaume des deux-Siciles: sur les médailles des empereurs du nom de Théodore, Bon Marchant, Metz : impr. de C. Dosquet , 1828.
- Médaille unique et inédite des Gaulois-Eduens, frappée sous le magistère de verogbret Cisiaux, Bon Marchant, Metz : impr. de S. Lamort , 1828.
- Lettre à M. G. Ainslie, lieutenant-général des armées britanniques sur le système monétaire introduit par l'Empereur Dioclétien, par le Bon N.-D. Marchant,.., Paris : Tilliard , 1829.
- Lettre à M. Cattaneo,... sur les médailles des empereurs français de Constantinople, par le Bon N.-D. Marchant,.., Paris : Tilliard , 1829.
- Mélanges de numismatique et d'histoire XVIIe suite, Iere partie,, par le Baron N.-D. Marchant,.., Metz : Impr. C. Dosquet , 1832.
- Lettres du Baron Marchant sur la numismatique et l'histoire, annotées par MM. Ch. Lenormant ... et al., Nouv. éd. 1849, augmentée de fragments inédits de l'auteur, Paris : Leleux , 1849.
- Attribution à Sainte Hélène, mère de Constantin le Grand, de toutes les médailles du siècle de cet Empereur qui nous sont parvenues avec le nom d'Héléne; Restitution à l'impératrice Flavia Maximiana Fausta de la médaille que les Numismates ont attribuée, sans motifs, à la première femme, inconnue, du César Constance II, Nicolas Damas Marchant, Metz : impr. C. Dosquet , 1826.
- Monnaie d'argent inédite, de l'un des Comtes de Bar du nom de Henri: Singularité historique concernant la ville de Bar-le-Duc à M. le Docteur Bégin((,..., Metz : Impr. de Verronais , 1830.

Publications administratives
- Nouvelles de la Grande Armée’’, .impr. de Lamort, Metz, 1807.
- Le Maire de la ville de Metz aux citoyens. impr. de Lamort, Metz, 1808.
- Vente de chevaux pris sur l'ennemi. impr. de Lamort, Metz, 1814.
- Défenses de sortir de la poudre et du plomb. impr. de Lamort, Metz, 1814.
- Nouvelles de l'armée. impr. de Vve Verronnais, Metz, 1814.
- Nouvelles importantes et officielles. .impr. de Lamort, Metz, 1814.
- Avis. impr. de Lamort, Metz, 1814.
- Programme , impr. de Lamort, Metz, 1814.
- Programme, impr. de Lamort, Metz, 1814.
- Proclamation, impr. de Lamort, Metz, 1814.
- Paroles du maire de la ville de Metz à S. A. R. Mgr le duc de Berri, Metz.
- Le Maire de la ville de Metz aux citoyens. impr. de Lamort, Metz, 1814.
- Le Maire de la ville de Metz à la garde nationale. impr. de Lamort, Metz, 1815.